# Голяков, Николай Архипович
Николай Архипович Голяков (укр. Микола Архипович Голяков; 17 ноября 1926, Дружковка, Артёмовский округ — 17 октября 1985) — советский футболист и тренер, Мастер спорта СССР (1952).

## Футбольная биография

### Карьера игрока
Родился Николай Голяков на Донбассе, в небольшом городке Дружковка. Там же проводил немало времени в дворовых футбольных баталиях. Но беззаботное детство было прервано войной. Пятнадцатилетним подростком Николай ушёл на фронт, воевал, закончив свой боевой путь на территории Румынии. Будучи военнослужащим, продолжал играть в футбол за различные армейские команды, а в начале 1947 года получил приглашение в команду мастеров киевского Дома офицеров. В 1951 году, Голякова и его одноклубника Виталия Голубева приглашают в киевское «Динамо». Стартовый матч чемпионата страны динамовцы начали с поражения. Недовольный игрой линии защиты, старший тренер киевлян Олег Ошенков, на следующий поединок против ЦДКА, выставил в стартовом составе команды дебютанта Голякова. Вместе с ним в обороне играли Виталий Голубев и Абрам Лерман. Николай сыграл надёжно, впоследствии проведя без замен все матчи до конца чемпионата. Его партнёр по команде, защитник Пётр Тищенко, так охарактеризовал игру своего одноклубника:
Очень хорош был и в отборе мяча, и в скорости. Впечатляла его стартовая скорость. Если бы не травма, он вероятно играл бы за «Динамо» долго. Играл он тактически верно, отбор у него был практически чистым, без фолов. Кажущаяся внешняя тяжеловесность Голякова была обманчива и никак не влияла на его скоростные качества.
В начале 1952 года, Николай Голяков, был призван в сборную СССР, проводившую подготовку к Олимпиаде в Хельсинки. Но так удачно начавшаяся складываться футбольная карьера, была омрачена травмой, полученной защитником в столкновении с московским динамовцем Василием Трофимовым. В результате, почти весь сезон, ставшим «серебряным» для киевлян, довелось пропустить, защитник принял участие только в 4 поединках, что было недостаточно для получения медалей.
Так и не оправившись от травм, в 1953 году, Николай покинул киевское «Динамо», перебравшись в «Локомотив» из Харькова. Но практически весь сезон пришлось заниматься лечением. Голяков долгое время проводил в московском госпитале, где проходил курс лечения вместе со знаменитым форвардом Всеволодом Бобровым. Восстановившись после травмы, Николай наконец-то провёл полноценный сезон в составе харьковской команды. В 1955 году защитник вернулся в Киев, где в течение четырёх лет выступал за армейскую команду. Заканчивал свою игровую карьеру опытный защитник в одесском «Черноморце», за который на протяжении двух сезонов провёл 50 поединков.

### Карьера тренера
Завершив игровую карьеру, Николай Голяков стал помощником старшего тренера «Черноморца» Анатолия Зубрицкого. И уже в своём первом сезоне, в новом для себя качестве, был причастен к успеху одесской команды, в 1961 году ставшей победительницей зонального турнира класса «Б» и чемпионом УССР. В 1963 году возглавил херсонский «Строитель», с которым по итогам сезона занял 8 место среди шестнадцати команд второй зоны класса «Б». В 1965 году команда мастеров была передана на баланс Херсонскому отделению Одесской железной дороги и получила новое название — «Локомотив». Руководить коллективом остался Голяков, дважды, в 1963 и 1965 годах побеждавший с херсонской командой на первенство области, но в чемпионате СССР класса «Б», команда выглядела не так уверенно и по окончании сезона тренер покинул коллектив. В 1966 году Николай Архипович входил в тренерский штаб возглавлявшего хмельницкое «Динамо» Евгения Лемешко. В 1970 году был назначен старшим тренером команды «Авангард» (Жёлтые Воды), но в июле оставил свой пост. В начале сезона 1973 года, работал помощником заслуженного тренера Узбекской ССР Вадима Кириченко в херсонском «Локомотиве».

## Источник
Николай Голяков — из когорты, возрождавших «Динамо» // Официальный журнал ФК «Динамо» (Киев). — 2005, июнь. — № 3 (20). — с. 58-62